# Thomas Schlesser
Pour les articles homonymes, voir Schlesser.
Thomas Schlesser (né à Paris le 8 décembre 1977) est historien de l’art, écrivain et directeur de la Fondation Hartung-Bergman. Il est également, depuis 2014, professeur à l'École polytechnique. Il a auparavant été journaliste pour Beaux Arts magazine  et Radio Nova. Son deuxième roman, Les Yeux de Mona (2024), connaît un retentissement international.

## Biographie
Thomas Schlesser a soutenu en 2006 un doctorat en histoire et civilisations à l’École des hautes études en sciences sociales sur l’artiste réaliste Gustave Courbet. Sa thèse est publiée sous le titre Réceptions de Courbet, fantasmes réalistes et paradoxes de la démocratie (Les Presses du réel, 2007). Thomas Schlesser se consacre plus spécifiquement aux liens entre « les champs esthétique et politique ». Il a notamment publié des études sur la caricature, la censure et, dans le cadre d’une bourse Centre d’Histoire de Sciences-Po, sur le parcours de l’artiste lyonnais Paul Chenavard (Paul Chenavard, Monuments de l’échec, Presses du réel, 2009), « symptomatique de l’abîme qui se creuse entre les prétentions historiques qui construisent le mythe moderne de l’artiste et son efficacité nulle ou presque ». Il a également travaillé à l'Institut national d'histoire de l'art comme chargé d’études et de recherche (2002-2006) puis comme pensionnaire (2010).
Depuis 2014, Thomas Schlesser dirige la Fondation Hartung-Bergman à Antibes, où il  a succédé à François Hers.
Auteur de plusieurs essais, il a été récompensé en novembre 2017 par le Prix Bernier, décerné par l'Académie des Beaux-Arts, pour son livre L'Univers sans l'homme (2016). Cet ouvrage, inspiré du réalisme spéculatif de Quentin Meillassoux, étudie les œuvres des artistes qui, depuis le XVIIIe siècle, « cassent le sentiment de centralité de l’humanité tout entière ».
En 2019, Thomas Schlesser publie Faire rêver – de l’art des Lumières au cauchemar publicitaire et propose le concept d’ « onirogénéité », inspiré de Jean Starobinski, pour désigner en art « ce qui produit, ou tend à produire rêves, rêveries, songes et visions »
Thomas Schlesser a publié la première biographie de l’artiste franco-norvégienne Anna-Eva Bergman (Anna-Eva Bergman – vies lumineuses, Gallimard 2022), traduite en anglais en 2023 (Luminous lives – a biography of Anna-Eva Bergman, Eris Press) et qui insiste particulièrement sur la dimension corporelle de l’artiste. L’auteur écrit : « Une biographie est une transsubstantiation de la chair en papier. J’ai cependant voulu que celle d’Anna-Eva Bergman soit bel et bien le récit d’un corps traversant l’Histoire. »
Thomas Schlesser est le petit-fils du chanteur, cabarettiste d'origine gitane André Schlesser, et le fils de l’écrivain Gilles Schlesser et de Françoise Schlesser.

## Performances
Thomas Schlesser est l’auteur de plusieurs performances : au Générateur à Gentilly, il participe à l’œuvre d’Alberto Sorbelli L’Esthétique de la folie (2011) ; pendant la Nuit blanche 2012, avec Le Saviez-vous ? consistant à « délivrer absolument tout son savoir jusqu’à l’épuisement » ; et en 2016 avec In Memoriam : 10 ans/10 heures dont le protocole consiste en « la restitution orale, pendant dix heures, et sans interruption, des dix dernières années de sa vie en privilégiant un ordre chronologique », sans répétition et sans avoir « sous les yeux aucune note ni document. »

## Les Yeux de Mona
Publié chez Albin Michel le 31 janvier 2024, Les Yeux de Mona est le deuxième roman de Thomas Schlesser. Il raconte l’histoire d’une petite fille menacée de devenir aveugle que son grand-père conduit pendant un an dans les musées parisiens (dans l’ordre : Le Louvre, Orsay, Beaubourg) pour qu’elle s’imprègne de leurs chefs-d’œuvre, depuis Botticelli jusqu’à Soulages, et qu’elle en garde la beauté en mémoire. Chaque œuvre est une « initiation à la vie par l’art » et prétexte à une leçon dont l’enfant s’inspire ensuite au fil des trames de scénario.
Le livre reçoit un accueil globalement favorable de la presse. Le Monde parle de « roman virtuose», Le Parisien d’ « ode à la beauté et une magnifique leçon d’humanité», Le Point de « fabuleuse fable philosophique et esthétique», La Croix de « conte universel», mais il lui est aussi reproché dans L’œil de faire un « récit qui finit par lasser » ou encore d’être un plaidoyer pour l’euthanasie. On l’apparente également souvent au Monde de Sophie de Jostein Gaarder, les deux auteurs se rencontrant pour évoquer ensemble cette comparaison dans La Stampa. Régulièrement qualifié de « phénomène», le livre connaît un important succès dans le monde entier. Trois mois après sa sortie en France, il s’y est vendu plus de 160 000 exemplaires et il a été traduit en 37 langues. Le livre est aussi édité en Braille, l’auteur affirmant avoir « travaillé de bout en bout pour que ce roman puisse s’adresser aux aveugles et malvoyants » et vouloir rendre les Beaux-Arts plus accessibles aux déficients visuels.

## Panthéonisation de Courbet
Depuis 2013, Thomas Schlesser milite avec le psychiatre Yves Sarfati en faveur de la panthéonisation de Gustave Courbet. Ils cosignent une tribune dans le journal Le Monde reprise dans l’exposition « L’ennemi de mon ennemi » de Neïl Beloufa (Palais de Tokyo, 2018), puis amendée et déclamée à l’attention d’Emmanuel Macron le 10 juin 2019, lors du « banquet du bicentenaire » de l’artiste célébré devant le musée d’Orsay.

## Commissariat d'expositions
- The New School of Paris through its pioneering women (1945-1964), Galerie Perrotin, New York, 2024
- Cosmic Trip, Hartung & Bergman entre rêve et sciences, Fondation Hartung-Bergman, Antibes, 2023
- L’Univers sans l’Homme – les arts en quête d’autres mondes, Musée d’art et d’archéologie de Valence, 2023
- Rothko-Hartung – une amitié multiforme, Galerie Perrotin, Paris, 2021
- Sensations de nature, Musée Courbet, Ornans, 2015

## Publications

### Romans
- La Vierge maculée, Paris, Point de mire, 2003
- Les Yeux de Mona, Paris, Albin Michel, 2024

### Essais
- Réceptions de Courbet, fantasmes réalistes et paradoxes de la démocratie (1848-1871), Dijon, Les Presses du réel, 2007[28]
- Paul Chenavard, monuments de l’échec (1807-1895), Dijon, Les Presses du réel, 2009[29]
- L’art face à la censure, Paris, Beaux Arts éditions, 2011
- L'Univers sans l'Homme - Les arts contre l'anthropocentrisme, Paris, Hazan, 2016
- Faire rêver – de l’art des Lumières au cauchemar publicitaire, Paris, Gallimard, 2019
- Anna-Eva Bergman - Vies lumineuses, Paris, Gallimard, 2022

### Ouvrages de vulgarisation
- Journal de Courbet, Paris, Hazan, 2007
- Courbet, un peintre à contre-temps, Paris, Scala, 2007
- Une histoire indiscrète du Nu féminin, Paris, Beaux Arts éditions, 2010
- Cent Énigmes de la peinture – la Beauté, Paris, Hazan, 2010

### Livres en collaboration
- Le Roman vrai de l’impressionnisme (avec Bertrand Tillier), Paris, Beaux Arts éditions, 2010
- L’Autoportrait dans l’histoire de l’art (avec Stéphane Guégan, Henri Soldani et Laurence Madeline), Paris, Beaux Arts éditions, 2009
- Courbet face à la caricature, le chahut par l’image (avec Bertrand Tillier), Paris, Kimé, 2007
- 1 Franc, récit (avec Gilles Schlesser), Paris, l’Harmattan, 2002

### Documentaires (scénario)
- Hans Hartung, la fureur de peindre (réalisation Romain Goupil), 52 min, Arte, les Poissons volants, 2019
- Rothko-Hartung, couleurs et cataclysmes (réalisation Stanislas Valroff), 52 min, MuseumTV, BelAir Media, 2022
- La Nouvelle école de Paris, splendeurs et misères d’une avant-garde oubliée (réalisation Stanislas Valroff), Le Quai, 52 min, 2024

## Distinctions
- 2004 : Prix du Premier Roman du Salon de Draveil pour La Vierge maculée
- 2017 : Prix Bernier de l’Académie des Beaux-Arts pour L’Univers sans l’homme
- 2022 : Chevalier des Arts et des Lettres